# Кан Сон-Бон
Кан Сон-Бон (1914, Ольгинский уезд, Приморская область — 25 февраля 2003, Бишкек) — звеньевой по выращиванию кенафа колхоза имени Энгельса Нижне-Чирчикского района Ташкентской области, Узбекская ССР. Герой Социалистического Труда (1951).

## Биография
Родился в 1914 году в Ольгинском уезде Приморской области.
В 1934 году окончил семилетку. С 1934 по 1937 года трудился водителем в колхозе «Интернационал» Ольгинского района. В 1937 году со всеми другими жителями своего села — корейцами депортирован в Узбекистан. Работал шофёром, звеньевым, машинистом, кладовщиком, заведующим складом, бригадиром в колхозе имени Димитрова Нижне-Чирчикского района.
Работал во время войны и в послевоенное время сначала рабочим, потом бригадиром (звеньевым) по выращиванию кенафа в колхозе имени Энгельса Нижне-Чирчикского района Ташкентской области. В 1950 году вступил в ВКП(б).
В своей бригаде поднял урожайность с 10 до 92 центнеров с гектара. В 1950 году бригада Кан Сон-Бона получила в среднем по 96,8 центнера зеленцового стебля кенафа с каждого гектара на площади 10 гектаров. Указом Президиума Верховного Совета СССР от 17 июля 1951 года удостоен звания Героя Социалистического Труда с вручением ордена Ленина и золотой медали «Серп и Молот».
С 1975 г. жил в Крыму. Трудился в полеводческой бригаде совхоза «Родниковский» Симферопольского района, позднее — в сельском хозяйстве в селе Широкое.
В 1992 году переехал в Бишкек, где скончался в 2003 году. Похоронен на Ала-Арчинском кладбище в Бишкеке.
Награды
- Герой Социалистического Труда
- Орден Ленина
- Орден Трудового Красного Знамени
- Медаль «За доблестный труд в Великой Отечественной войне 1941—1945 гг.»
- Медалями ВСХВ и ВДНХ.